# Les Soulèvements de la Terre
Les Soulèvements de la Terre est un collectif écologiste radical et contestataire français. Fondé en janvier 2021, ce mouvement est opposé à l'accaparement des terres et lutte contre certains projets d'aménagement, notamment les « méga-bassines », des autoroutes, ou encore le projet de ligne à grande vitesse Lyon-Turin.
Il exprime ses revendications par des manifestations et mène des actions de désobéissance civile et de sabotage d'infrastructures industrielles qu'il considère comme polluantes. Il rassemble une centaine d'associations ou de collectifs et revendique en juin 2023 rassembler plus de 110 000 personnes, qui manifestent leur appartenance au mouvement.
Le 21 juin 2023, le ministre de l'Intérieur Gérald Darmanin annonce la dissolution du mouvement, provoquant de vives réactions, notamment de la part d'Amnesty International et de la Ligue des droits de l'homme. Cette dissolution est suspendue en référé le 11 août 2023, puis annulée le 9 novembre 2023 par le Conseil d'État.

## Création
Les Soulèvements de la Terre est un collectif fondé en janvier 2021 à Notre-Dame-des-Landes, en France, par d'anciens membres de la ZAD de Notre-Dame-des-Landes,. Il se décrit dans un communiqué comme une « coalition qui regroupe des dizaines de collectifs locaux, de fermes, de sections syndicales, d'ONGs à travers le pays ». Socialter le décrit comme une « nébuleuse activiste », tandis que certains membres insistent sur le fait que Les Soulèvements de la Terre sont avant tout une « campagne d'actions ». Il regroupe des militants du mouvement climat, de la mouvance autonome et des paysans.
Le premier appel des Soulèvements de la Terre est signé par des chercheurs en histoire et sciences sociales (Christophe Bonneuil, Jean-Baptiste Fressoz, Anselm Jappe, François Jarrige, Kristin Ross, Sophie Wahnich), des écrivains (Alain Damasio, Baptiste Morizot, Alessandro Pignocchi, Nathalie Quintane) et des figures politiques écologistes (José Bové, Corinne Morel Darleux).
Il apparait dans un contexte de diversification du mouvement pour le climat en France et à l'international, avec de nombreux groupes comme Scientifiques en Rébellion, Dernière Rénovation ou Terres de Luttes, qui s'ajoutent aux mouvements citoyens proches de la désobéissance civile comme Youth for Climate, Fridays for Future ou Extinction Rebellion. Ces mouvements ont en commun une critique des projets d'aménagement, appelés « grands projets inutiles et imposés », et remettent en cause le productivisme. Les Soulèvements de la Terre, pour Nicolas Celnik et Fabien Benoit, s'inscrivent ainsi dans les « techno-luttes ».
En juin 2023, le mouvement déclare regrouper une centaine d'associations et collectifs et plus de 110 000 personnes revendiquent leur appartenance aux Soulèvements de la Terre.
Le logotype utilisé comme symbole visuel du collectif est ⏚, utilisé en électricité pour représenter la mise à terre, soit de connecter un circuit électrique à la terre pour se protéger des risques d'électrocution,.

## Revendications et actions

### Protagonistes
Les Soulèvements de la Terre sont rapidement rejoints par des militants issus d'autres organisations écologistes, comme Extinction Rebellion ou Youth for Climate. Plusieurs associations, syndicats et collectifs écologistes, notamment la Confédération paysanne, l'Association pour la taxation des transactions financières et pour l'action citoyenne (ATTAC), Alternatiba, ou encore l'Union syndicale Solidaires, s'y agrègent.
Une note des renseignements, publiée par la revue Lundi matin fin mars 2023, précise que « Les SLT sont ainsi parvenus à séduire largement et à rassembler, sur des mêmes actions, des individus aux profils et aux méthodes très éloignées, en procédant à l’articulation de pratiques militantes, pour qu’elles soient complémentaires ».
Les policiers reconnaissent aux activistes leur « ingéniosité », leur « intelligence » et « la communication parfaitement maîtrisée » du collectif qui a su devenir « un acteur majeur de la contestation écologique radicale » et s'attacher la sympathie d'intellectuels, d'associations et syndicats pour créer un véritable mouvement.
Alors qu'à leurs débuts, Les Soulèvements de la Terre sont principalement composés de militants issus de « l'ultragauche », les renseignements indiquent qu'ils sont rejoints par des activistes d'organisations écologistes comme Extinction Rebellion, « désabusés par les manifestations et actions de désobéissance civile jugées stériles [et] enclins à basculer dans la radicalité », passant de la désobéissance civile à la « résistance civile ».
C'est dans ce contexte, et après la première manifestation contre la « méga-bassine » de Sainte-Soline en octobre 2022, que le ministre de l'Intérieur Gérald Darmanin accuse les organisateurs d'« écoterrorisme »,,.

### Revendications

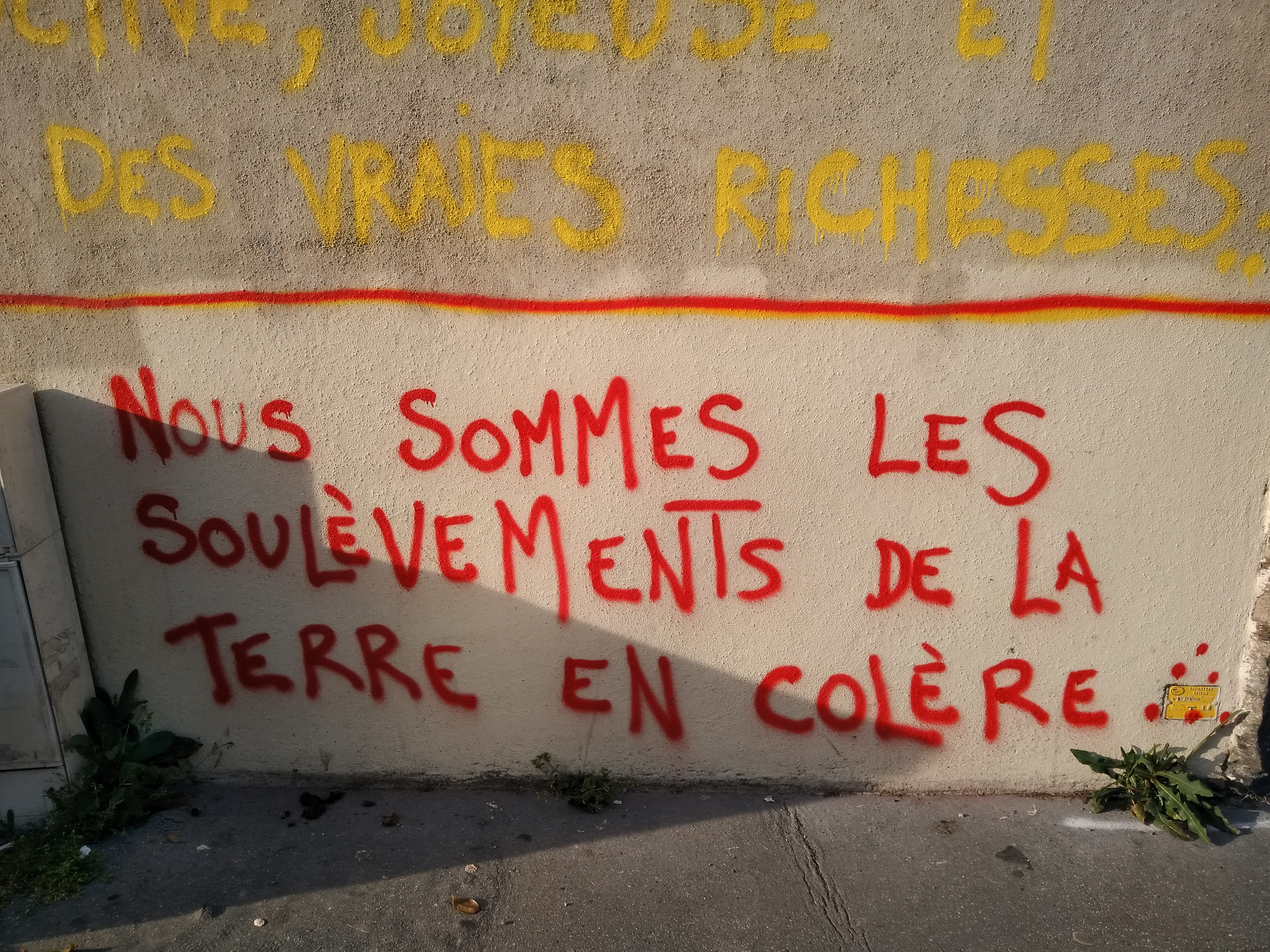
Graffiti à Nantes, « Nous sommes les Soulèvements de la Terre en colère », début avril 2023.

Les Soulèvements de la Terre s'opposent à « l'accaparement foncier et la bétonisation ». Le groupe lutte également contre l'agro-industrie, l'accaparement des terres et veut défendre l'eau comme un bien commun et revendique dans son texte fondateur lutter « pour produire une nourriture saine, à la fois financièrement accessible et garantissant une juste rémunération ». La question de la terre et du foncier est centrale dans l'ensemble des mobilisations et actions organisées. Ils dénoncent certaines infrastructures (comme les centrales à béton ou les « méga-bassines ») comme étant des « armes de destruction massive du vivant ».
Des manifestations et actions de protestations contre des projets liés notamment à l'agro-industrie et à l'artificialisation des sols sont organisées ou relayées par Les Soulèvements de la Terre,. Les Soulèvements de la Terre s'opposent ainsi aux « méga-bassines » dans l'ouest de la France, avec d'autres organisations comme Bassines non merci ou la Confédération paysanne.
Corinne Lepage, ancienne ministre de l'environnement, pointe dans Le Point la responsabilité politique d'Emmanuel Macron. La prise de position du président avec son slogan « Make our planet great again » et la débâcle de la Convention citoyenne pour le climat illustre une posture de greenwashing auprès de certains militants. Face à l'état d'urgence climatique et critiquant l'inaction climatique du gouvernement français, malgré la condamnation de l'État, certains militants désertent et se radicalisent pour tenter de se faire entendre,,,,.

### Modes d'action
Le collectif cherche à faire converger les luttes des zadistes, des militants écologistes et des paysans, en s'appuyant sur les luttes locales. Cette stratégie diffère des modes d'action du mouvement pour le climat, qui organise généralement des manifestations dans les grandes villes, érige la non-violence comme principe fondamental, et est jugée « hors-sol » par plusieurs militants des Soulèvements. Les Soulèvements de la Terre justifient leurs méthodes par l'urgence d'agir face à la crise écologique, et estiment que les autres modes d'action du mouvement climat ont échoué,.
Les Soulèvements de la Terre ont recours à une « pluralité des tactiques », parmi lesquelles la désobéissance civile, la résistance et l'action directe. Les manifestations et actions collectives de blocage ou de sabotage font partie des modes d'action. Les Soulèvements de la Terre revendiquent la radicalité dans leurs modes d'actions. La question du sabotage fait néanmoins l'objet de débats parmi les militants aux sensibilités différentes. Le sabotage est appelé « désarmement d'infrastructures » et présenté comme une méthode de défense face à un système qui détruit le vivant, une manière de légitimer ce mode d'action.
En décembre 2022, une note des services de renseignement français décrit le mouvement comme « vecteur de radicalité des luttes écologistes » et indique que des activistes écologistes s'y réapproprient les techniques du black bloc, notamment lors d'affrontements avec les forces de l'ordre,.

### Actions et manifestations

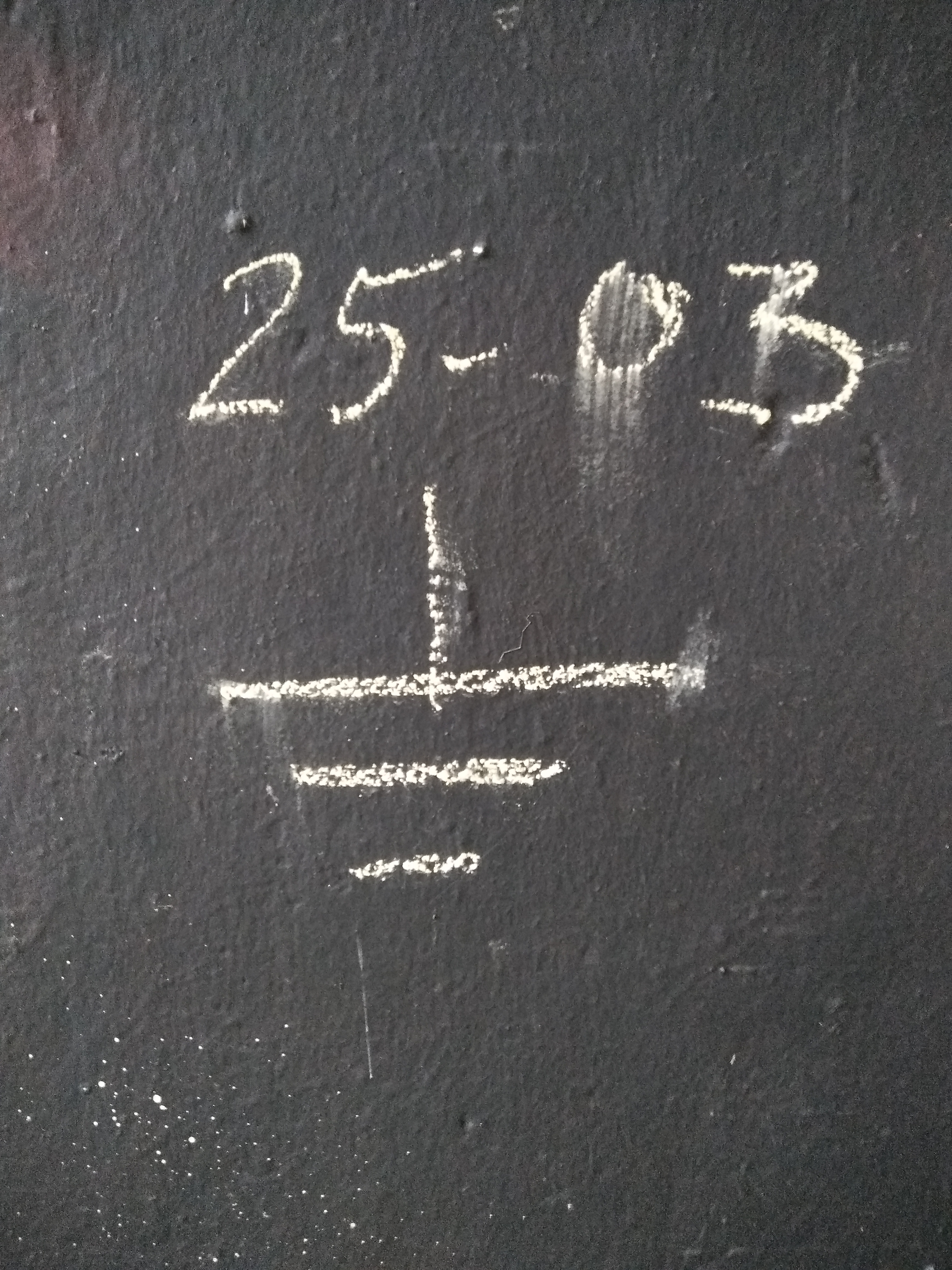
Graffiti reprenant le symbole des Soulèvements de la Terre, avec la date du 25 mars 2023 en référence à la manifestation contre les « méga-bassines » à Sainte-Soline.

Entre janvier 2021 et mars 2023, une vingtaine d'actions sont organisées par le mouvement,.
En mars 2021,, des manifestations sont organisées pour lutter contre la destruction de bocages par une carrière de sable à Saint-Colomban en Loire-Atlantique et de jardins populaires à Besançon, contre la construction d'une route à Le Pertuis ou le projet de technopole du plateau de Saclay.
Durant l'automne 2021 et l'hiver 2022, des protestations contre la bétonisation des terres agricoles d'Île-de-France, des occupations dans les centrales à béton du port de Gennevilliers et la société Monsanto à Lyon ont lieu.
Des actions sont ensuite menées contre une retenue d'eau à La Clusaz et l'artificialisation de terres agricoles à Pertuis dans le Vaucluse.
Le 11 décembre 2022, une centaine d'activistes masqués et vêtus de combinaisons blanches pénètrent dans l'usine du cimentier Lafarge à Bouc-Bel-Air dans les Bouches-du-Rhône. L'action dure moins d'une heure, pour des dégâts estimés à 4 000 000 €.
À l'automne 2022, une lutte contre la « méga-bassine » de Sainte-Soline, dans les Deux-Sèvres, rassemble plusieurs milliers de personnes,.
Une autre manifestation a lieu à Sainte-Soline le 25 mars 2023, réunissant plusieurs dizaines de milliers de participants, dont Les Soulèvements de la Terre est co-organisateur avec la Confédération paysanne et le collectif Bassines non merci. Elle est réprimée par la gendarmerie et la confrontation entre manifestants et forces de l'ordre entraîne de nombreux blessés. Elle donne ensuite lieu à un procès à l'encontre de neufs militants issus du mouvement Bassines non merci, du collectif Les Soulèvements de la Terre, de la Confédération paysanne, de la Confédération générale du travail (CGT) et de Solidaires 79, pour organisation de manifestation interdite par la préfecture. Le tribunal correctionnel de Niort rend sa décision le 17 janvier 2024. Trois manifestants (l'un appartenant au collectif Bassines non merci et les deux autres au collectif Les Soulèvements de la Terre) sont condamnés à des peines comprises entre 6 et 12 mois d’emprisonnement avec sursis.
Des mobilisations contre le projet d'autoroute A69 entre Toulouse et Castres ou encore le projet de contournement routier de Rouen ont lieu en 2023,.
En juin 2023, lors d'une marche itinérante en Loire-Atlantique, à l'initiative de collectifs militants tels que Les Soulèvements de la Terre, pour dénoncer l'utilisation intensive de sable dans les cultures ainsi que le maraîchage industriel, 3 600 mètres carrés de parcelles de terres expérimentales appartenant à la Fédération des maraîchers nantais sont vandalisées. Il s'agit de terrains où, selon le président du syndicat agricole, depuis trois ans, des ingénieurs engagés sur les thématiques environnementales qui pourtant « partagent les revendications des collectifs militants » mènent des essais. Le préjudice est estimé à « plusieurs dizaines de milliers d'euros ». L'action suscite de nombreuses réactions politiques négatives. Le collectif rétorque qu'il s'agit de « muguet qui ne se mange pas et de la mâche exportée » et dénonce les « mensonges » de la Fédération des maraîchers nantais. Les Soulèvements de la Terre dénoncent à travers cette action l'accaparement des terres par le maraîchage industriel ainsi que des ressources en eau, au détriment des petites installations paysannes. Plusieurs paysans bio participent à cette action.
Une mobilisation internationale contre la liaison ferroviaire transalpine Lyon - Turin est organisée dans la vallée de la Maurienne le 17 juin 2023. Environ 4 000 personnes manifestent pour l'arrêt des travaux de cette ligne au budget de 26 milliards qui, selon elles, risque de porter de graves atteintes à l'environnement alpin,,. Le rassemblement est interdit par la préfecture sur 9 communes et 2 000 gendarmes sont mobilisés ; après des négociations infructueuses pour continuer la marche, les manifestants tentent de forcer le barrage de police, occasionnant quelques « échauffourées » avec les gendarmes. Les gendarmes répliquent avec des lacrymogènes, occasionnant un incendie circonscrit, que les militants tenteront d'éteindre à plusieurs reprises. Un groupe de personnes traverse la rivière à gué et bloque temporairement l'autoroute A43 avant d'en être chassées.
Le 16 septembre 2023, une centaine de personnes participent à une manifestation près de Rennes. Voulant dénoncer l'accaparement de l'eau, ils envahissent le golf de Saint-Grégoire dépourvu de système d'irrigation et « particulièrement vertueux sur le plan écologique » selon son propriétaire. La manifestation est interdite par la préfecture.
Le 7 janvier 2023, des militants des soulèvements de la Terre et des habitants créent une Zone à défendre sur le glacier de la Girose, sur le chantier du 3e tronçon de téléphérique à La Grave-La Meije. Ils cherchent ainsi à empêcher le démarrage des travaux, afin de protéger la zone riche en biodiversité. Cette action s'inscrit également dans une opposition au tourisme de masse dans la région, les SLT estimant que ce chantier n'est que le prélude à un « aménagement marchand du glacier par l'industrie touristique ».
Le 10 décembre 2023, à l'initiative du collectif, une centaine de militants écologistes cagoulés s'introduisent sur le site du cimentier Lafarge à Val-de-Reuil dans l'Eure et dégradent les installations, jusqu'à être dispersés par la police. Les dégâts causés pourrait se chiffrer à plusieurs centaines de milliers d'euros. Cette action s'inscrit dans un ensemble d'actions menées sur des sites Lafarge en Île-de-France, en Gironde, en Ardèche et dans les Deux-Sèvres durant le même week-end par plusieurs organisations,. À la suite de cet événement, une première interpellation de 15 personnes est bientôt suivie par l'arrestation de 18 militants par la sous-direction anti-terroriste,.
Le 25 mai 2024, l'association appelle à manifester contre le projet d'entrepôt logistique Green dock, à Gennevilliers, prévu sur les berges de Seine en 2027
Du 11 au 13 octobre 2024 se tient un week-end de mobilisation contre le Grand projet ferroviaire du Sud-Ouest, réunissant à Lerm-et-Musset entre 800 et 1 500 personnes selon la préfecture et les organisateurs, « LGV Non Merci » et les Soulèvements de la Terre. Les militants s'opposent à ce projet qui selon eux « veut ravager près de 5000 hectares de terres agricoles, de forêts, de zones humides » dont huit zones Natura 2000 et menacerait plus de 200 espèces protégées. Un campement est installé sur une propriété de la SEPANSO Gironde opposée au projet. Sous une forte pression policière, les manifestants effectuent « dans une ambiance festive » plusieurs actions symboliques. Des affrontements ont lieu entre les forces de l'ordre et une quarantaine de militants. Des dégradations visent plusieurs entreprises qui collaborent directement ou indirectement au projet dont Artelia, Lafarge et Ineo. Trois interpellations ont été réalisées par la police, qui a contrôlé plus de 4 500 véhicules et 5 900 personnes et qui a saisi « 500 objets dont 2 fusils de chasse, 2 arbalètes une cinquantaine d’armes blanches et de nombreux artifices ».

## Tentative de dissolution par l’exécutif

### Projet de dissolution
À la suite de la manifestation à Sainte-Soline du 25 mars 2023, marquée par de nombreux blessés tant chez les manifestants (200) que chez les forces de l'ordre (27), le gouvernement exprime, le 28 mars, son souhait de dissoudre le collectif Les Soulèvements de la Terre, qu'il estime « responsable de plusieurs envahissements d’entreprises, de plusieurs exactions fortes contre les forces de l’ordre, de plusieurs destructions de biens, de centaines de gendarmes ou de policiers blessés, de plusieurs appels à l'insurrection ». Le gouvernement reproche au collectif, des infractions pénales, notamment des « sabotages », des « dégradations matérielles », des « modes opératoires violents » et des « provocations à la violence ». L'annonce est faite par le ministre de l'Intérieur Gérald Darmanin à l'Assemblée nationale,, et ce, malgré le fait qu'il ne s'agisse pas d'une structure ayant une personnalité morale. Aucune procédure de ce type n'a été menée envers une association écologiste auparavant.
Le média Reporterre souligne « l'importance des moyens mis en œuvre [par les services de renseignement] pour surveiller le mouvement. »
Plusieurs partis de gauche, comme La France insoumise et Europe Écologie Les Verts, critiquent la volonté de dissolution du gouvernement. Une tribune de soutien de 300 personnalités et de plusieurs milliers de personnes est publiée le 30 mars, en parallèle de manifestations de soutien. Elle a recueilli, mi-juin, une centaine de milliers de signatures, incluant des « syndicalistes, artistes, scientifiques, élus, et des dizaines d'organisations politiques, associatives et syndicales en France et à l'international »,.
Plusieurs médias, comme Reporterre, Blast, Socialter et Terrestres participent à une soirée de soutien face à ce qui constitue pour eux « une atteinte grave aux libertés publiques ».
Le 1er avril 2023, dans une tribune de Libération, les co-présidents d'une association finançant le mouvement revendiquent leur soutien « aux luttes territoriales qui tentent de préserver les possibilités minimales d’un avenir viable. ».
Toujours en avril 2023, le mouvement publie un communiqué dans lequel il s'indigne du prétexte présenté par le ministre de l'Intérieur afin de la dissoudre, le tribunal administratif de Poitiers ayant validé, dans le même temps, la construction de bassines, dont celle contre laquelle s'est battu le mouvement.
En soutien au mouvement, une soirée proposant des concerts, retransmise en direct sur les réseaux sociaux, est organisée le 12 avril. Elle est soutenue notamment par les médias Blast et Reporterre. Celle-ci réunit des figures telles que Alain Damasio, Philippe Descola, Inès Léraud ou Cyril Dion. La climatologue Valérie Masson-Delmotte s'interroge : « La contestation de certains projets est perçue comme une menace à l’ordre public. Quelle est la menace la plus grave ? La poursuite de tendances non soutenables ? L’aggravation des impacts du changement climatique qui touche de plein fouet les plus fragiles ? Ou bien est-ce cette contestation qui dérange, face à l’inertie, face à l’inadéquation des réponses institutionnelles et politiques ? » Elle y affirme le droit de s'opposer à un projet écologiquement dangereux, l'utilité des mouvements sociaux en tant que catalyseurs de la transition écologique et le droit à la liberté d'expression.
Un mois et demi après l'annonce du projet de dissolution, aucune procédure n'est encore engagée, ce qui illustre à nouveau selon les journalistes du Monde la « doctrine de l’hyperprésence assumée [par Gérald Darmanin] », et sa tendance à multiplier les déclarations, comme dans le cas du projet de loi relative à l'asile et à l'immigration, ou de l'opération Wuambushu, sans s'assurer de la faisabilité des mesures envisagées.
Le 9 juin 2023, en réaction au projet de dissolution, le collectif publie un livre aux éditions du Seuil, On ne dissout pas un soulèvement : 40 voix pour Les Soulèvements de la Terre. L'ouvrage, sous forme d'abécédaire, est écrit par des universitaires (Alessandro Pignocchi, Philippe Descola, Jérôme Baschet, François Jarrige, etc.), des militants (Léna Lazare, Alix F...) et des artistes (Virginie Despentes),. Les bénéfices sont reversés au collectif.

### Dissolution
Alors que les services de la Première ministre Élisabeth Borne hésitent devant la complexité juridique du dossier, Les Soulèvements de la Terre n'étant pas une association mais un collectif regroupant des « comités locaux », sans chefs identifiés et sans vrais statuts, le président de la République Emmanuel Macron exige, lors du conseil des ministres du 14 juin 2023, que la dissolution du collectif soit lancée.
Après sa présentation en conseil des ministres, Emmanuel Macron signe le 21 juin 2023 le décret portant dissolution du groupement de fait « Les Soulèvements de la Terre », en s'appuyant sur l'article L. 212-1 du code de la sécurité intérieure et visant en particulier les associations ou groupements de fait « qui provoquent à des manifestations armées ou à des agissements violents à l'encontre des personnes ou des biens ».

### Réactions publiques et soutiens
D'après Reporterre, le gouvernement prend cette décision sous la pression de la Fédération nationale des syndicats d'exploitants agricoles (FNSEA), après l'action des Soulèvements en Loire-Atlantique durant laquelle des serres de maraîchage industriel sont dégradées. Mediapart indique que la dissolution des Soulèvements de la Terre est une revendication de la FNSEA depuis plusieurs mois, et est révélatrice des tensions grandissantes entre agro-industrie et agriculture écologique.
La gauche et les écologistes dénoncent une « dérive autoritaire » du gouvernement,,, juste avant une vague d'arrestations de militants écologistes menées par la sous-direction anti-terroriste. Les Soulèvements de la Terre annoncent le début d'une « bataille juridique »,.

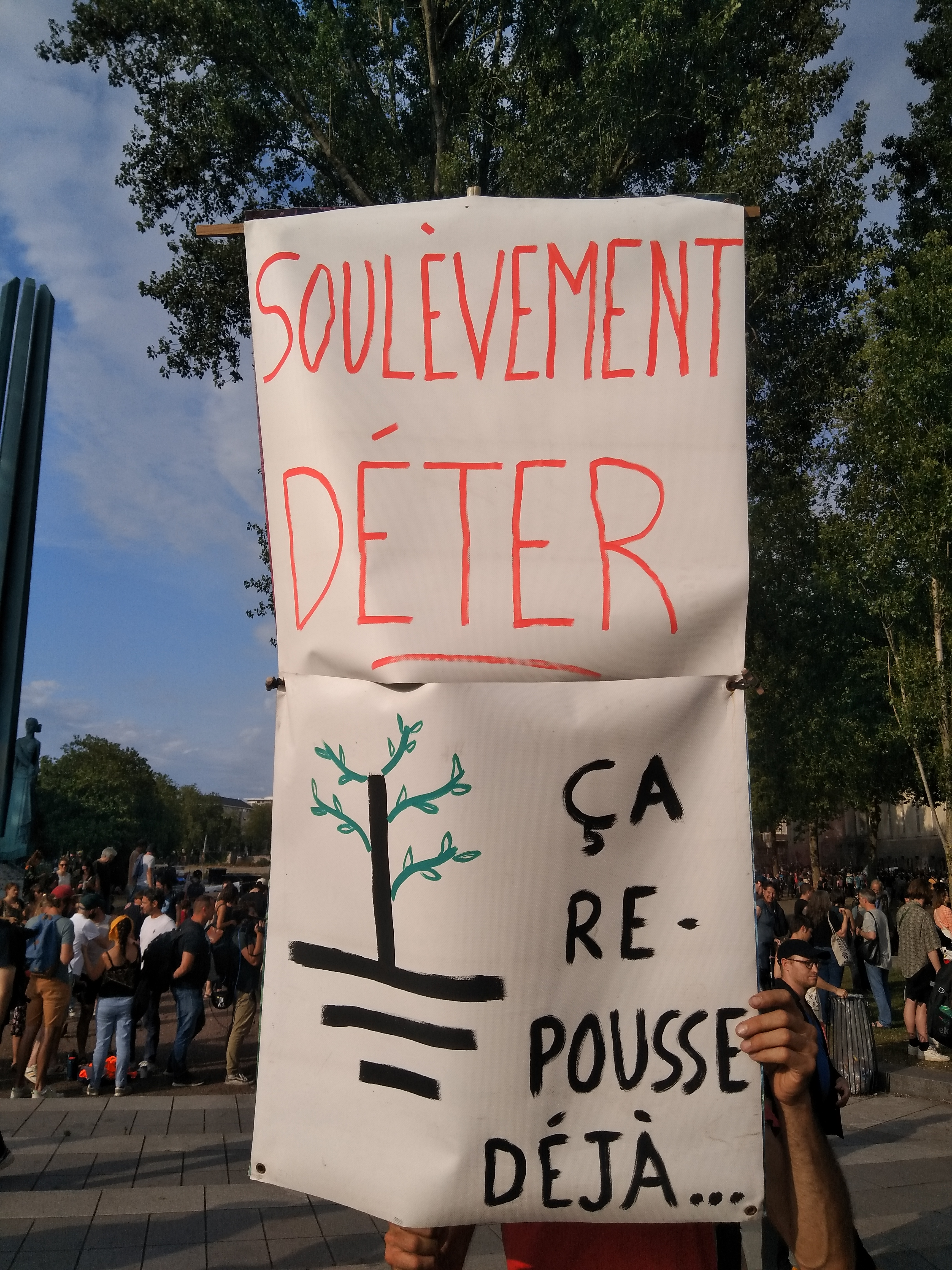
Pancarte lors d'une manifestation en soutien aux Soulèvements de la Terre à Nantes le 21 juin 2023.

En réaction, des rassemblements de soutien ont lieu dans toute la France le 21 juin 2023, rassemblant plusieurs milliers de personnes, des élus d'EELV ou de La France insoumise et des personnalités, comme Greta Thunberg à Paris. À Toulouse, des violences sont commises en marge d'un de ces rassemblements envers le maire Jean-Luc Moudenc et d'autres élus. Elles font un blessé léger et six interpellations ont lieu,. Quatre personnes sont jugées fin juillet 2023 pour jets de projectiles et insultes envers le maire.
Amnesty International condamne cette décision qu'elle juge « contraire au droit international » et la Ligue des droits de l'homme dénonce une « remise en cause des libertés d'association, de manifestation, d'expression, ainsi que des droits de la défense. »
Des personnalités médiatiques et culturelles telles que le prix Nobel de littérature 2022, Annie Ernaux, condamnent la dissolution et apportent leur soutien au mouvement.
Des associations comme BLOOM, Notre affaire à tous et Agir pour l'environnement, puis des partis politiques comme EELV et La France insoumise déposent des contributions volontaires auprès du Conseil d'État. De nombreuses requêtes individuelles sont également écartées par le Conseil d'État qui n'en conserve qu'une.

### Recours contentieux
Pour les avocats du mouvement, la dissolution relèverait d'un détournement de procédure, « aucune des personnes se déclarant officiellement des Soulèvements de la Terre, ou même pointée par [le]s services de renseignements comme appartenant audit mouvement, n'a fait l'objet de poursuites et condamnations pour des faits en lien avec les activités du mouvement. »
Le 28 juillet 2023, le groupement annonce avoir déposé deux recours :  une requête au fond, concernant le bien-fondé de cette dissolution, et un référé suspension, examiné par le Conseil d'État le 8 août 2023, et portant sur la question de l'urgence à suspendre la dissolution et sur l'existence de doutes sérieux sur la légalité de l'action en cause. Les juristes des SLT s'opposent à la dissolution en expliquant qu'elle porterait « une atteinte certaine à la liberté d'association, de manifester et à la liberté d'expression de nature à caractériser une situation d'urgence » et s'opposerait aux articles 10 et 11 de la Convention européenne des droits de l'homme. La défense considère également que les Soulèvements de la Terre ne sont pas un groupement de fait, tel que considéré par l'article L 212-1 fondant le décret de dissolution, mais « relèvent […] d'un courant de pensée fondé sur un vaste mouvement, dépourvu de dirigeants comme de membres identifiés ». Le Conseil d'État suspend la dissolution le 11 août 2023, considérant qu'« il existe un doute sérieux quant à la qualification de provocation à des agissements violents à l’encontre des personnes et des biens » : les Soulèvements de la Terre n'ont pas appelé à des violences contre les personnes et ont promu des actions dont les effets ont été essentiellement symboliques,.
Lorsque le recours est examiné au fond, en octobre 2023, le rapporteur public se prononce pour la dissolution. Sa démonstration est basée sur la notion de « provocation », à laquelle il donne le sens d'une incitation « indirecte, implicite ou insidieuse », et de la formulation de l'article L212-1 du code de la sécurité intérieure, selon lequel « sont dissous (...) toutes les associations ou groupements de fait (…) qui provoquent à des manifestations armées ou à des agissements violents ». La défense dénonce cette interprétation de la notion de « provocation »,.
Le 9 novembre 2023, le Conseil d'État rend sa décision qui annule la dissolution en utilisant l'argument de l'absence de proportionnalité entre les actions du mouvement et la violence d'une dissolution. Le Conseil d'État rappelle en effet que les SLT n'ont jamais incité à commettre des violences contre des personnes, qu'ils ont bien provoqué à la violence « contre les biens » (l'un des nouveaux critères de dissolution introduits par la loi séparatisme), mais qu'au regard « de la portée de ces provocations, mesurée notamment par les effets réels qu'elles ont pu avoir », la dissolution ne serait pas « une mesure adaptée, nécessaire et proportionnée ».

## Publication
Le 19 avril 2024, paraît aux éditions La Fabrique leur livre, Premières secousses. Il se définit comme écrit par plusieurs dizaines de militants et militantes, et alterne entre souvenirs de manifestations, exposition des moyens d'actions et leurs paradoxes, ainsi que leurs revendications et leur histoire. Plusieurs philosophes sont cités, comme Marx ou Simone Weil ; mais le mouvement se met également à distance d'Andreas Malm, refusant ses positions décrites comme « autoritaires » en matière de lutte contre le réchauffement climatique, mais acceptant sa vision du sabotage développée dans son livre Comment saboter un pipeline. Le Monde décrit ce livre comme leur « manifeste ».